# La Luna (Belinda Carlisle)
La Luna è un singolo della cantante statunitense Belinda Carlisle, pubblicato come secondo estratto dall'album Runaway Horses dalla Virgin nel 1989.

## Il brano
Gli autori del brano sono Rick Nowels ed Ellen Shipley. Come suggerisce il titolo ha un'atmosfera spagnoleggiante, sottolineata dall'arrangiamento con chitarra, fisarmonica e violino.
Il singolo non è stato pubblicato negli Stati Uniti ma solo in Europa ed in Australia. Il brano si è classificato al 38º posto nella UK Singles Chart nel Regno Unito ed e al 21º posto in Australia nel 1989.

## Video
Il video musicale del brano, stato diretto da Andy Morahan, mostra Belinda che canta in un letto a baldacchino. L'ambientazione è in costume del settecento, alternata però ad immagini in bianco e nero che si svolgono nel mondo attuale.

## Tracce
Cd maxi singolo UK
1. La Luna – 4:14 (Rick Nowels, Ellen Shipley)
2. La Luna (Extended Dance Mix) – 6:47
3. La Luna (12" Dub Mix) – 6:32

Vinile 7" UK, AUS
1. La Luna – 4:14 (Rick Nowels, Ellen Shipley)
2. Whatever It Takes – 4:52 (Rick Nowels, Ellen Shipley)

## Formazione
Hanno partecipato alle registrazioni, secondo le note dell'album:
Musicisti
- Belinda Carlisle – voce
- Rick Nowels – chitarra classica
- Charles Judge – tastiere
- Sid Page – violino
- Jimmie Haskell – accordion
- Jorge Black – basso
- Ellen Shipley – cori
- Maria Vidal – cori
- Donna DeLory – cori
- Bekka Bramlett – cori

## Classifiche
| Classifica (1989/90)         | Posizione massima |
| ---------------------------- | ----------------- |
| Australia (ARIA)             | 21                |
| Italia                       | 21                |
| Regno Unito (Singles Charts) | 38                |